# Foot of the Mountain
Foot of the Mountain — дев'ятий студійний альбом норвезького гурту a-ha, виданий 12 червня 2009 року.
Матеріал альбому відзначив повернення до популярного стилю сінті-поп, подібно раннім роботам гурту, хоча перший сингл (і заголовна пісня) абсолютно не показовий у цьому плані. При створенні альбому група співпрацювала з таким успішним продюсером, як Стів Осборн, який продюсував альбоми для New Order, Starsailor, Doves, Elbow і U2. «What There Is», ранніший сингл Магне Фуругольмена, був наново записаний для цього альбому. «Foot of the Mountain» увірвався до німецького чарту альбомів одразу на перше місце, у британському чарті він став п'ятим і дебютував в європейському чарті найкращих альбомів за продажами за версією Billboard на восьмому місці.

## Музиканти
- Пол Воктор-Савой (Paul Waaktaar-Savoy) (6 вересня 1961) — композитор, гітарист, вокалист.
- Магне Фуругольмен (Magne Furuholmen) (1 листопада 1962) — клавішник, композитор, вокаліст, гітарист.
- Мортен Гаркет (Morten Harket) (14 вересня 1959) — вокаліст.

## Композиції
| #   | Назва                          | Тривалість |
| --- | ------------------------------ | ---------- |
| 1.  | «The Bandstand»                | 4:02       |
| 2.  | «Riding The Crest»             | 4:17       |
| 3.  | «What There Is»                | 3:45       |
| 4.  | «Foot Of The Mountain»         | 3:56       |
| 5.  | «Real Meaning»                 | 3:39       |
| 6.  | «Shadowside»                   | 4:59       |
| 7.  | «Nothing Is Keeping You Here»  | 3:18       |
| 8.  | «Mother Nature Goes To Heaven» | 4:09       |
| 9.  | «Sunny Mystery»                | 3:31       |
| 10. | «Start The Simulator»          | 5:12       |